# Rossi Lady Rossi
Le revolver brésilien Rossi 873 ou Lady Rossi est une variante du S&W Chiefs Special destiné au marché de la défense personnelle des femmes . 

## Présentation
Successeur du Rossi Pioneer, il en diffère par sa construction  en acier inox et ses   plaquettes de poignée bois exotique verni . 

## Dans la culture populaire
Moins connu que le Taurus 85, le Rossi 87 est souvent visible dans des films brésiliens ou des séries TV produites par TV Globo ou tournées en Amérique du Sud.

## Fiche technique
- Munition : .38 Special
- Fonctionnement : double action
- Longueur du canon : 51 mm
- Longueur : 17,5 cm
- Masse de l'arme vide : 600 g
- Barillet : 5 coups

## Sources
- Article « Rossi modèle 873 Lady Rossi »sur encyclopedie-des-armes.com
- A.E. Hartink, L'Encyclopédie des pistolets et revolvers, Maxi-Livres éditions, 2004 (édition française d'un livre néerlandais).